# A Brooklyn Americans játékosainak listája
A Brooklyn Americans egy profi jégkorong csapat volt a National Hockey League-ben 1941–1942-es szezonban. Ez a lista azokat a játékosokat tartalmazza, akik legalább egy mérkőzésen jégre léptek a csapat színeiben.

## A játékosok listája
- Tom Anderson
- Murray Armstrong
- Bill Benson
- Buzz Boll
- Andy Branigan
- Murph Chamberlain
- Art Chapman
- Jack Church
- Pat Egan
- Wilf Field
- Red Heron
- Mel Hill
- Pep Kelly
- Pete Kelly
- Nick Knott
- Joe Krol
- Norm Larson
- Gus Marker
- Hazen McAndrew
- Ken Mosdell
- Peanuts O'Flaherty
- Chuck Rayner
- Earl Robertson
- Bill Summerhill
- Fred Thurier
- Harry Watson
- Ralph Wycherley